# Cyperus tetracarpus
Cyperus tetracarpus är en halvgräsart som beskrevs av Johann Otto Boeckeler. Cyperus tetracarpus ingår i släktet papyrusar, och familjen halvgräs.
Artens utbredningsområde är Queensland. Inga underarter finns listade i Catalogue of Life.